# Língua pocomchi
A língua pocomchi (Poqomchi') é uma das línguas maias faladas por comunidades linguísticas da Guatemala. É considerada em situação vulnerável pelo Atlas Mundial das Línguas em Perigo da Unesco e possui cerca de 133000 falantes nos departamentos de Alta Verapaz, Baja Verapaz e El Quiché. Essa língua, juntamente com o pocomam pertence ao ramo pocom no grupo quicheano-mameano da família linguística maia.

## Etimologia
O nome da língua está relacionado ao seu grupo de falantes. O termo pocomchi pode significar "idioma dos oleiros", sendo a junção de Pooq ("pó" ou "argila"), om (sufixo para substantivos agentivos) e chi' ("boca" ou "idioma").

## Distribuição

### Distribuição geográfica
O pocomchi é falado em 3 departamentos da Guatemala. No sul de Alta Verapaz, nas cidades de Santa Cruz Verapaz, San Cristóbal Verapaz, Tactic, Tamahú e em algumas comunidades de Tucurú, Santa Catalina La Tinta e Panzós. Em Baja Verapaz, na cidade de Purulhá. E no departamento de El Quiché, em algumas partes dos municípios de Uspantán e Chicaman. A Comunidade Linguística Pocomchi faz divisa ao norte com as cidades de Cobán, San Juan Chamelco e Senahú, da Comunidade Linguística Queqchi, ao leste com El Estor, também da Comunidade Linguística Queqchi, ao sul com San Miguel Chicaj, Rabinal e Salamá, da Comunidade Linguística Achi e ao oeste com Uspantán, da Comunidade Linguística Uspanteca.

Mapa das línguas maias na região da Guatemala.

### Dialetos e línguas relacionadas
A língua pocomchi é fortemente relacionada ao pocomam, já que ambos pertencem ao grupo Pocom. Esses idiomas já foram considerados apenas um, porém há uma separação geográfica entre as línguas, de forma que o pocomchi é falado no norte da região central da Guatemala e o pocomam no sul da mesma. O pocomchi possui dois dialetos principais, o oriental, falado na cidade de Tactic, e o ocidental, falado na cidade de San Cristóbal Verapaz. Há outros dialetos, como o de Santa Cruz Verapaz, que mistura o ocidental e o oriental, e os de Tamahú, Tucurú, Purulhá e Belejú (aldeia em Chicaman).

## Fonologia

### Consoantes
O pocomchi possui 24 fonemas consonantais, que podem ser organizados conforme a tabela a seguir.
|                   |                   | Bilabial | Labiovelar | Alveolar | Pós-alveolar | Palatal | Velar | Uvular | Glotal |
| ----------------- | ----------------- | -------- | ---------- | -------- | ------------ | ------- | ----- | ------ | ------ |
| Oclusiva          | Simples           | p        |            | t        | t            |         | k     | q      | ʔ      |
| Oclusiva          | Glotalizada       | ɓ̥ pʼ     |            | tʼ       | tʼ           |         | kʼ    | qʼ     |        |
| Africada          | Simples           |          |            | t͡s       | t͡ʃ           |         |       |        |        |
| Africada          | Glotalizada       |          |            | t͡sʼ      | t͡ʃʼ          |         |       |        |        |
| Fricativa         | Fricativa         |          |            | s        | ʃ            |         |       | χ      | h      |
| Nasal             | Nasal             | m        |            | n        |              |         |       |        |        |
| Lateral           | Lateral           |          |            | l        | l            |         |       |        |        |
| Vibrante múltipla | Vibrante múltipla |          |            | r        | r            |         |       |        |        |
| Aproximante       | Aproximante       |          | w          |          |              | j       |       |        |        |

O fonema /pʼ/ ocorre apenas nos dialetos da região ocidental, em San Cristóbal Verapaz e Chicaman.

### Vogais
O pocomchi possui 10 fonemas vocálicos, sendo 5 vogais curtas e 5 vogais longas, que podem ser organizados conforme a tabela a seguir.
|             | Não arredondada | Não arredondada | Não arredondada | Não arredondada | Arredondada | Arredondada |
| Anterior    | Anterior        | Central         | Central         | Posterior       | Posterior   |             |
| Curta       | Prolongada      | Curta           | Prolongada      | Curta           | Prolongada  |             |
| ----------- | --------------- | --------------- | --------------- | --------------- | ----------- | ----------- |
| Fechada     | i               | iː              |                 |                 | u           | uː          |
| Semifechada | e               | eː              |                 |                 | o           | oː          |
| Aberta      |                 |                 | ä [en]          | äː              |             |             |

## Ortografia
Atualmente, as línguas maias utilizam o alfabeto latino como base para seu sistema de escrita. As normas de ortografia das 22 línguas maias da Guatemala são estabelecidas pela ALMG (Academia de las Lenguas Mayas de Guatemala), fundada em 1990.
| Fonema | Representação escrita |
| ------ | --------------------- |
| /ä/    | a                     |
| /e/    | e                     |
| /i/    | i                     |
| /o/    | o                     |
| /u/    | u                     |
| /äː/   | aa                    |
| /eː/   | ee                    |
| /iː/   | ii                    |
| /oː/   | oo                    |
| /uː/   | uu                    |
| /ɓ̥/    | b'                    |
| /t͡ʃ/   | ch                    |
| /t͡ʃʼ/  | ch'                   |
| /h/    | h                     |
| /χ/    | j                     |
| /k/    | k                     |
| /kʼ/   | k'                    |
| /l/    | l                     |
| /m/    | m                     |
| /n/    | n                     |
| /p/    | p                     |
| /pʼ/   | p'                    |
| /q/    | q                     |
| /qʼ/   | q'                    |
| /r/    | r                     |
| /s/    | s                     |
| /t/    | t                     |
| /tʼ/   | t'                    |
| /t͡s/   | tz                    |
| /t͡sʼ/  | tz'                   |
| /w/    | w                     |
| /ʃ/    | x                     |
| /j/    | y                     |
| /ʔ/    | '                     |

## Gramática

### Pronomes
Os pronomes utilizados como palavras independentes no pocomchi podem ser divididos em pessoais, possessivos, demonstrativos, relativos, interrogativos e indefinidos.

#### Pronomes pessoais
Os pronomes pessoais do pocomchi são formados com o início h-, proveniente do pronome demonstrativo haʔ do quiché. A terceira pessoa no plural é registrada pela ALMG como taqeh, porém pode aparecer também como taqe ou take.
|          | 1ª pessoa | 2ª pessoa | 3ª pessoa |
| -------- | --------- | --------- | --------- |
| Singular | hin       | hat       | Ø         |
| Plural   | hoj       | hat taq   | Ø taqeh   |

No dialeto de Tactic, taqeh corresponde a que.

#### Pronomes possessivos
Os pronomes possessivos do pocomchi podem ser organizados conforme a tabela a seguir.
|          | 1ª pessoa | 2ª pessoa | 3ª pessoa |
| -------- | --------- | --------- | --------- |
| Singular | weh       | aweh      | reh       |
| Plural   | qeh       | aweh taq  | keh       |

No dialeto de Tactic, keh corresponde a ke.
Nos dialetos de Tactic e Parulhá, weh corresponde a wehin. No dialeto de San Cristóbal, corresponde a win.

#### Pronomes interrogativos
Os pronomes interrogativos do pocomchi estão presentes na tabela abaixo. Alguns deles possuem partículas como chaj, que nunca deve aparecer sozinha e nik', que pode ser utilizada sozinha ou acompanhada por um substantivo.
| Pocomchi                  | Possíveis traduções              |
| ------------------------- | -------------------------------- |
| aha'                      | onde                             |
| chajb'ih, chi jarik       | o quê                            |
| chajreet, chi reet        | por quê                          |
| chajkamaj, chi kamaj      | para quê                         |
| chaj wa'ri                | por quê, por que razão           |
| ha'n wach                 | quem                             |
| ha'n eh/ha'n wach (aj) eh | para quem                        |
| ha'n wach uuk'            | com quem                         |
| jarub'                    | quantos, quantas                 |
| jaruuj                    | quando (futuro)                  |
| jank'al                   | quando (passado)                 |
| nik'                      | quando                           |
| nik' najtiil              | por quanto tempo                 |
| nik' wach/nik' wa         | como                             |
| nik' k'ihaal              | quanto, quanta, quantos, quantas |

### Substantivos

#### Plural
Para indicar que um substantivo está no plural, é possível utilizar a partícula taqeh de maneira geral. Em alguns casos, existe a possibilidade de adicionar os sufixos -aq, -eeb' e -iib' ao invés da partícula.
|           | Singular    | Singular  | Plural     | Plural     | Singular | Singular     | Plural    | Plural         |
| Partícula | Pocomchi    | Português | Pocomchi   | Português  | Pocomchi | Português    | Pocomchi  | Português      |
| --------- | ----------- | --------- | ---------- | ---------- | -------- | ------------ | --------- | -------------- |
| -aq       | ehk’enb’ees | esposa    | ehk’enaq   | esposas    | k’ijool  | jovem        | k’ijolaq  | jovens         |
| -aq       | b’ahilb’es  | marido    | b’ahilaq   | maridos    | chikop   | animal       | chikopaq  | animais        |
| -aq       | q’ahxoq     | senhorita | q’ahxoqaq  | senhoritas | ixoq     | mulher       | ixoqaq    | mulheres       |
| -iib'     | winaq       | homem     | winaqiib’  | homens     | mama’    | velho, idoso | mama’iib’ | velhos, idosos |
| -eeb'     | kamnaq      | defunto   | kamnaqeeb’ | defuntos   |          |              |           |                |

| Singular | Singular  | Plural      | Plural    | Singular  | Singular  | Plural          | Plural    |
| Pocomchi | Português | Pocomchi    | Português | Pocomchi  | Português | Pocomchi        | Português |
| -------- | --------- | ----------- | --------- | --------- | --------- | --------------- | --------- |
| paat     | casa      | taqeh paat  | casas     | tz’i’     | cachorro  | taqeh tz’i’     | cachorros |
| tulul    | banana    | taqeh tulul | bananas   | ha’lak’un | menino    | taqeh ha’lak’un | meninos   |
| ab’aj    | pedra     | taqeh ab’aj | pedras    | ch’aht    | cama      | taqeh ch’aht    | camas     |

#### Posse
As indicações de posse no pocomchi podem estar presentes como prefixos dos substantivos. Nesse caso, há diferenças conforme o início do radical da palavra. Assim, podem ser organizados conforme as tabelas a seguir.
|           | Radicais iniciados em consoantes | Radicais iniciados em consoantes | Radicais iniciados em consoantes | Radicais iniciados em vogais | Radicais iniciados em vogais | Radicais iniciados em vogais |
| 1ª pessoa | 2ª pessoa                        | 3ª pessoa                        | 1ª pessoa                        | 2ª pessoa                    | 3ª pessoa                    |                              |
| --------- | -------------------------------- | -------------------------------- | -------------------------------- | ---------------------------- | ---------------------------- | ---------------------------- |
| Singular  | ni-/nu-                          | a-                               | ri-/ru-                          | w-                           | aw-                          | r-                           |
| Plural    | ka-/qa-                          | a- taq                           | qui-/ki-                         | q-                           | aw- taq                      | k-                           |

#### Derivação
No pocomchi, muitos substantivos podem ser derivados de verbos ou de outros substantivos. Assim, ocorre a adição de um afixo na palavra original que modifica seu significado.
| Derivados de substantivos | Derivados de substantivos                                                                                | Derivados de verbos | Derivados de verbos                                                                        |
| Sufixo                    | Função                                                                                                   | Sufixo              | Função                                                                                     |
| ------------------------- | --- | ------------------- | ------------------------------------------------------------------------------------------ |
| -al/-el/-il               | Indica relação de posse entre alguns substantivos. Exemplo: k'ij (dia), k'ijil (período de tempo).       | -al/-ol/-ul         | Agentivo, em geral. Exemplo: -boj (costurar), bojol (alfaiate).                            |
| -is/-his                  | Indica generalização de forma indefinida. Exemplo: -so (roupas), so'is (quaisquer roupas).               | -om                 | Agentivo, ocasionalmente. Exemplo: -camsan (matar), camsanom (assassino).                  |
| -om                       | Agentivo para substantivos de lugares. Exemplo: ab'ix (campo), ab'ixom (fazendeiro).                     | -el/-nel            | Agentivo/indica executor profissional. Exemplo: -ik'om (cura), ik'ominel (aquele que cura) |
| -will                     | Agentivo para substantivos que se referem a objetos. Exemplo: si' (lenha), si'wil (carregador de lenha). | -im                 | Indica consequência da ação. Exemplo: -ok' (chorar), ok'im (lágrima).                      |
| -will                     | Agentivo para substantivos que se referem a objetos. Exemplo: si' (lenha), si'wil (carregador de lenha). | -al/-bal            | Instrumental/locativo. Exemplo: -tz'ihb' (escrever), tz'ihb'al (lápis).                    |

### Verbos

#### Conjugação
Frequentemente, a indicação do sujeito e objeto da oração é feita através dos prefixos ou sufixos dos verbos, que podem variar conforme o início do radical da palavra, a transitividade e o tempo verbal. Assim, é possível montar as seguintes tabelas:
|           | Radicais iniciados em consoantes | Radicais iniciados em consoantes | Radicais iniciados em consoantes | Radicais iniciados em vogais | Radicais iniciados em vogais | Radicais iniciados em vogais |
| 1ª pessoa | 2ª pessoa                        | 3ª pessoa                        | 1ª pessoa                        | 2ª pessoa                    | 3ª pessoa                    |                              |
| --------- | -------------------------------- | -------------------------------- | -------------------------------- | ---------------------------- | ---------------------------- | ---------------------------- |
| Singular  | ni-/nu-                          | a-                               | ri-/ru-                          | w-                           | aw-                          | r-                           |
| Plural    | ka-/qa-                          | a- taq                           | qui-/ki-                         | q-                           | aw- taq                      | k-                           |

|           | Verbos no aspecto incompletivo             | Verbos no aspecto incompletivo | Verbos no aspecto incompletivo | Verbos no aspecto completivo | Verbos no aspecto completivo | Verbos no aspecto completivo |
| 1ª pessoa | 2ª pessoa                                  | 3ª pessoa                      | 1ª pessoa                      | 2ª pessoa                    | 3ª pessoa                    |                              |
| --------- | ------------------------------------------ | ------------------------------ | ------------------------------ | ---------------------------- | ---------------------------- | ---------------------------- |
| Singular  | in-                                        | ti-                            | Ø-                             | in-                          | at-                          | Ø-                           |
| Plural    | oj-                                        | ti- taq                        | i-/Ø- taqeh                    | oj-                          | at- taq                      | i-/Ø- taqeh                  |
|           | Verbos no aspecto progressivo ou potencial |                                |                                |                              |                              |                              |
| 1ª pessoa | 1ª pessoa                                  | 2ª pessoa                      | 2ª pessoa                      | 3ª pessoa                    | 3ª pessoa                    |                              |
| Singular  | -iin                                       | -iin                           | -aat                           | -aat                         | Ø-                           | Ø-                           |
| Plural    | -ooj-                                      | -ooj-                          | -aat taq                       | -aat taq                     | -eeb'/Ø- taqeh               | -eeb'/Ø- taqeh               |

Para os verbos transitivos, há também o prefixo an-, que pode ser traduzido como "para mim". Além disso, os indicadores de objeto devem anteceder os de sujeito na formação da palavra.
|                                  | Verbos no aspecto incompletivo                              | Verbos no aspecto incompletivo   | Verbos no aspecto incompletivo | Verbos no aspecto completivo | Verbos no aspecto completivo | Verbos no aspecto completivo |
| 1ª pessoa                        | 2ª pessoa                                                   | 3ª pessoa                        | 1ª pessoa                      | 2ª pessoa                    | 3ª pessoa                    |                              |
| -------------------------------- | ----------------------------------------------------------- | -------------------------------- | ------------------------------ | ---------------------------- | ---------------------------- | ---------------------------- |
| Singular                         | in-                                                         | ti-                              | Ø-                             | in-                          | at-                          | Ø-                           |
| Plural                           | oj-                                                         | ti- taq                          | i-/Ø- taqeh                    | oj-                          | at- taq                      | i-/Ø- taqeh                  |
|                                  | Verbos no aspecto progressivo (primeira forma) ou potencial |                                  |                                |                              |                              |                              |
| Radicais iniciados em consoantes | Radicais iniciados em consoantes                            | Radicais iniciados em consoantes | Radicais iniciados em vogais   | Radicais iniciados em vogais | Radicais iniciados em vogais |                              |
| 1ª pessoa                        | 2ª pessoa                                                   | 3ª pessoa                        | 1ª pessoa                      | 2ª pessoa                    | 3ª pessoa                    |                              |
| Singular                         | ni-/nu-                                                     | a-                               | ri-/ru-                        | w-                           | aw-                          | r-                           |
| Plural                           | ka-/qa-                                                     | a- taq                           | qui-/ki-                       | q-                           | aw- taq                      | k-                           |
|                                  | Verbos no aspecto progressivo (segunda forma)               |                                  |                                |                              |                              |                              |
| 1ª pessoa                        | 1ª pessoa                                                   | 2ª pessoa                        | 2ª pessoa                      | 3ª pessoa                    | 3ª pessoa                    |                              |
| Singular                         | -iin                                                        | -iin                             | -aat                           | -aat                         | Ø-                           | Ø-                           |
| Plural                           | -ooj-                                                       | -ooj-                            | -aat taq                       | -aat taq                     | -eeb'/Ø- taqeh               | -eeb'/Ø- taqeh               |

Excepcionalmente para os verbos ser e estar, ao invés dos prefixos, utiliza-se sufixos para indicar o sujeito.
|          | 1ª pessoa | 2ª pessoa | 3ª pessoa |
| -------- | --------- | --------- | --------- |
| Singular | -quin     | -cat      | -ic       |
| Plural   | -koj      | -cat      | -queb'    |

### Sentença

#### Ordem da frase e alinhamento
As frases no pocomchi são ordenadas de acordo com a função sintática de seus elementos. Normalmente seguem a ordem VOS (verbo-objeto-sujeito) como no exemplo Xrumehraaj i ruha’lak’uun i Nikte’ (Nikte' carregou seu filho), em que Xrumehraaj (carregou) é o verbo, i ruha’lak’uun (seu filho) é o objeto e i Nikte’ indica o sujeito. É possível que a ordem seja diferente, a depender do tipo de frase. 
As frases verbais podem ser transitivas ou intransitivas. As sentenças intransitivas podem ser compostas apenas por um verbo que indique o sujeito da oração através de um afixo, podendo ser formadas também por um verbo e um substantivo, na ordem sujeito-verbo ou verbo-sujeito, a depender do foco da frase. É possível ter ainda indicadores de posse. Já as sentenças transitivas são formadas por um verbo transitivo, o sujeito e o objeto. Assim, podem ser compostas por apenas um verbo que indique os outros dois elementos através de seus afixos, por um substantivo (sujeito/objeto) e um verbo ou por dois substantivos e um verbo.
As frases nominais são formadas obrigatoriamente por um artigo e um substantivo ou pronome, podendo ter outros elementos opcionais. Os elementos que podem anteceder o núcleo da frase são adjetivos, numerais, palavras de medida e partículas de negação/interrogação/afirmação. Além disso, pronomes demonstrativos podem ser escritos antes ou depois do núcleo. Um exemplo de frase nominal é Re’ atoob’laj tuut (a senhora gentil), em que re' é o artigo definido utilizado no início das sentenças, atoob’laj (gentil) é o adjetivo e tuut (senhora) é o substantivo.

#### Negação
As frases de negação no pocomchi são formadas com uma indicação de ênfase no elemento que deve ser negado. Assim, ocorre a adição das partículas ma' e taj, podendo ocorrer algumas variações conforme o foco da frase, listadas a seguir.
Para a negação do sujeito em frases com verbo intransitivo, não há modificações no verbo e ocorre a adição da partícula re' entre as outras duas, indicando ênfase. Como esse tipo de frase nega o sujeito, tal elemento deve ser precedido pelas partículas e mudar de posição para encontrar-se antes do verbo. Assim, as frases são formadas por ma' re' taj + sujeito + verbo.
| Afirmação                     | Afirmação             | Negação                                   | Negação                         |
| Pocomchi                      | Português             | Pocomchi                                  | Português                       |
| ----------------------------- | --------------------- | ----------------------------------------- | ------------------------------- |
| Intz’ihb’anik i k’isa ixq’un. | A menina escreve.     | Ma’ re’ taj i k’isa ixq’un intz’ihb’anik. | Não é a menina que escreve.     |
| Xkamanik i tuut.              | A senhora trabalhava. | Ma’ re’ taj i tuut xkamanik.              | Não é a senhora que trabalhava. |

Na negação do sujeito em frases com verbo transitivo, o sujeito deve ser o foco novamente, com adição da partícula re' e a modificação da frase para voz antipassiva. Assim, a formação das frases se dá por ma' re' taj + sujeito + verbo + objeto.
| Afirmação                      | Afirmação                  | Negação                                         | Negação                                |
| Pocomchi                       | Português                  | Pocomchi                                        | Português                              |
| ------------------------------ | -------------------------- | ----------------------------------------------- | -------------------------------------- |
| Xruk’am i tz’i’ i k’isa ak’un. | O menino levou o cachorro. | Ma' re’ taj i k’isa ak’un xk’amwik reh i tz’i’. | Não foi o menino que levou o cachorro. |
| Xruk’ux i tiib’ i mees.        | O gato comeu a carne.      | Ma’ re’ taj i mees xk’uxwik reh tiib’.          | Não foi o gato que comeu a carne.      |

Há ainda a negação do objeto em frases com verbo transitivo. Nesse caso, o verbo não é modificado e ocorre a adição da partícula re' entre as outras duas, de forma a enfatizar o objeto. Assim, tal elemento deve preceder o verbo e a ordem das frases segue o padrão ma' re' taj + objeto + verbo + sujeito.
| Afirmação                             | Afirmação                             | Negação                                           | Negação                                           |
| Pocomchi                              | Português                             | Pocomchi                                          | Português                                         |
| ------------------------------------- | ------------------------------------- | ------------------------------------------------- | ------------------------------------------------- |
| Xk’amarik i tz’i’ ruum i k’isa ak’un. | O cachorro foi levado pelo menino.    | Ma’ re’ taj i tz’i’ xk’amarik ruum i k’isa ak’un. | Não foi o cachorro que foi levado pelo menino.    |
| Xruwarsaj i ha’lak’un i q’unuul.      | A babá colocou a criança para dormir. | Ma’ re’ taj i ha’lak’un xruwarsaj i q’unuul.      | Não foi a criança que a babá colocou para dormir. |

Já para a negação do predicado nominal, que ocorre em frases contendo verbos que indicam um estado, é necessário apenas adicionar as partículas ma' e taj antes e depois do predicado nominal, respectivamente. Portanto a formação desse tipo de frase ocorre na ordem ma' + predicado nominal + taj + objeto + sujeito.
| Afirmação                 | Afirmação                               | Negação                           | Negação                                     |
| Pocomchi                  | Português                               | Pocomchi                          | Português                                   |
| ------------------------- | --------------------------------------- | --------------------------------- | ------------------------------------------- |
| Pa’lik pan b’eeh i winaq. | O homem está parado na estrada.         | Ma’ pa’lik taj pan b’eeh i winaq. | O homem não está parado na estrada.         |
| Yoklik i jaaw wach pohp.  | O homem está deitado no saco de dormir. | Ma’ yoklik taj wach pohp i jaaw.  | O homem não está deitado no saco de dormir. |

Outro tipo de negação ocorre em relação ao predicado verbal, em que verbos com aspecto completivo ou incompletivo devem ser precedidos e sucedidos pelas partículas ma' e taj, respectivamente. No caso de verbos com aspecto progressivo ou potencial, os marcadores de aspecto devem estar presentes entre as partículas. Há também a negação de adjunto de lugar, em que o verbo deve estar no início da frase entre as duas partículas. Além disso, é possível construir frases negativas sem alterar a ordem dos elementos para negar relações de posse ou o sujeito paciente, adicionando ma' e taj antes e depois de um substantivo relacional, respectivamente. Por fim, para negar um item utilizado para uma ação, as frases devem ser iniciadas em ma' chi + item + taj ou ma' ruuk + item + taj.

## Vocabulário

### Exemplos de textos curtos
O exemplo a seguir é um texto sobre o Sol, escrito por Pablo Mo' com o dialeto de San Cristóbal.
| Pocomchi                                                                                                | Português |
| --- | --- |
| lnc'ul lok insakomej.                                                                                   | O Sol nasce. |
| ka'ic i rilow chaj b'i in ka'n chiwach, chaj b'i in kaoamanej, chaj b'i in kak'or, chaj b'i in ka'ilow. | Ele passa sobre nós para ver o que estamos fazendo, antes disso, o que quer que estejamos trabalhando, o que dizemos, o que vemos. |
| nic' nimal inb'anar rilow pan yuk', in rilow pan quixca'm pan tak montana.                              | Não importa o que seja feito, ele vê, nas cavernas, ele vê no vale ou nas montanhas.                                               |
| inoc i risakomil ma' pajoj i riwaric, chinchel pa b'i raj waric in ca'n chiwach, chaj b'i raj waric.    | Sua luz entra com grande poder e tudo o que ele deseja ele pode fazer, o que ele desejar.                                          |

Encontra-se a seguir outro exemplo, um texto sobre uma tempestade escrito por Mariano Pope com o dialeto de Tamahú.
| Pocomchi                                                       | Português                                                     |
| -------------------------------------------------------------- | ------------------------------------------------------------- |
| xitok i tew che', i xik'eb' i pat i tew.                       | O vento derrubou uma árvore e o vento derrubou uma casa.      |
| mas i pat xik'eb' i tew.                                       | O vento derrubou muitas casas.                                |
| xitok ab'ix i tew xik'eb' i quinak' i tew.                     | O vento quebrou os pés de milho, o vento derrubou os feijões. |
| mas i tew xink'ehb'ic, xic'am i wihk.                          | Uma forte rajada de vento me derrubou e levou minha carga.    |
| xik'eb' nicaxlan wach ac'al i tew.                             | O vento derrubou minha galinha no chão.                       |
| mas i cape xik'eb' i tew.                                      | O vento derrubou muito café.                                  |
| mas i nicape pu'ric.                                           | Muito do meu café foi derrubado.                              |
| wilic jinaj choht i nitulul, xichuk i tew i tulul.             | Eu tenho um pé de banana e o vento cortou as bananas.         |
| gwilic jinaj uhtz'ub' xichuk xik'eb' wach acꞌal uhtz'ub i tew. | Eu tenho uma flor e o vento cortou a flor e a jogou no chão.  |
| mas cow i nitew xi'an.                                         | O vento tem uma grande quantidade de poder.                   |
| chalic i ch'ihch'.                                             | Aí vem um carro.                                              |
| elem pam b'e.                                                  | Saia da estrada.                                              |
| xinelik i hin.                                                 | Eu saí do caminho.                                            |